# Liste des chefs du gouvernement polonais
Les chefs du gouvernement polonais portent le titre constitutionnel de « président du Conseil des ministres » (en polonais : Prezes rady ministrów), couramment appelés premier ministre. On s'adresse à eux, ainsi qu'aux vice-présidents du Conseil des ministres, par l'expression Panie Premierze (Monsieur le Premier ministre) ou Pani Premier (Madame la Première ministre).

## Comité national polonais (1917-1919)
| # | Nom           | Mandat                               |
| - | ------------- | ------------------------------------ |
| 1 | Roman Dmowski | 20 septembre 1917 - 17 novembre 1918 |

## Gouvernement populaire provisoire de la République de Pologne
| # | Nom              | Mandat                              |
| - | ---------------- | ----------------------------------- |
| 1 | Ignacy Daszyński | 14 novembre 1918 - 17 novembre 1918 |

## Deuxième République (1918-1939)
| #  | Nom                          | Mandat                              |
| -- | ---------------------------- | ----------------------------------- |
| 1  | Jędrzej Moraczewski          | 18 novembre 1918 - 18 janvier 1919  |
| 2  | Ignacy Paderewski            | 18 janvier 1919 - 13 novembre 1919  |
| 3  | Leopold Skulski              | 13 décembre 1919 - 27 juin 1920     |
| 4  | Władysław Grabski            | 27 juin 1920 - 24 juillet 1920      |
| 5  | Wincenty Witos               | 24 juillet 1920 - 19 septembre 1921 |
| 6  | Antoni Ponikowski            | 19 septembre 1921 - 28 juin 1922    |
| 7  | Artur Śliwiński              | 28 juin 1922 - 31 juillet 1922      |
| 8  | Julian Nowak                 | 31 juillet 1922 - 16 décembre 1922  |
| 9  | Władysław Sikorski           | 16 décembre 1922 - 28 mai 1923      |
| 10 | Wincenty Witos               | 28 mai 1923 - 19 décembre 1923      |
| 11 | Władysław Grabski            | 19 décembre 1923 - 20 novembre 1925 |
| 12 | Aleksander Skrzyński         | 20 novembre 1925 - 10 mai 1926      |
| 13 | Wincenty Witos               | 10 mai 1926 - 14 mai 1926           |
| 14 | Kazimierz Bartel             | 15 mai 1926 - 30 septembre 1926     |
| 15 | Józef Piłsudski              | 2 octobre 1926 - 27 juin 1928       |
| 16 | Kazimierz Bartel             | 27 juin 1928 - 14 avril 1929        |
| 17 | Kazimierz Świtalski          | 14 avril 1929 - 29 décembre 1929    |
| 18 | Kazimierz Bartel             | 29 décembre 1929 - 29 mars 1930     |
| 19 | Walery Sławek                | 29 mars 1930 - 25 août 1930         |
| 20 | Józef Piłsudski              | 25 août 1930 - 4 décembre 1930      |
| 21 | Walery Sławek                | 4 décembre 1930 - 27 mai 1931       |
| 22 | Aleksander Prystor           | 27 mai 1931 - 10 mai 1933           |
| 23 | Janusz Jędrzejewicz          | 10 mai 1933 - 15 mai 1934           |
| 24 | Leon Kozłowski               | 15 mai 1934 - 28 mars 1935          |
| 25 | Walery Sławek                | 28 mars 1935 - 13 octobre 1935      |
| 26 | Marian Zyndram-Kościałkowski | 13 octobre 1935 - 15 mai 1936       |
| 27 | Felicjan Sławoj Składkowski  | 15 mai 1936 - 30 septembre 1939     |

## Gouvernement polonais en exil (1939-1990)
| #  | Nom                   | Mandat                              |
| -- | --------------------- | ----------------------------------- |
| 28 | Władysław Sikorski    | 30 septembre 1939 - 4 juillet 1943  |
| 29 | Stanisław Mikołajczyk | 14 juillet 1943 - 24 novembre 1944  |
| 30 | Tomasz Arciszewski    | 29 novembre 1944 - 2 juillet 1947   |
| 31 | Tadeusz Komorowski    | 2 juillet 1947 - 10 février 1949    |
| 32 | Tadeusz Tomaszewski   | 7 avril 1949 - 10 août 1950         |
| 33 | Roman Odzierzyński    | 25 septembre 1950 - 8 décembre 1953 |
| 34 | Jerzy Hryniewski      | 18 janvier 1954 - 13 mai 1954       |
| 35 | Stanisław Mackiewicz  | 8 juin 1954 - 21 juin 1955          |
| 36 | Hugon Hanke           | 8 août 1955 - 10 septembre 1955     |
| 37 | Antoni Pająk          | 10 septembre 1955 - 14 juin 1965    |
| 38 | Aleksander Zawisza    | 25 juin 1965 - 9 juin 1970          |
| 39 | Zygmunt Muchniewski   | 20 juillet 1970 - 13 juillet 1972   |
| 40 | Alfred Urbański       | 18 juillet 1972 - 15 juillet 1976   |
| 41 | Kazimierz Sabbat      | 5 août 1976 - 8 avril 1986          |
| 42 | Edward Szczepanik     | 8 avril 1986 - 22 décembre 1990     |

## République de Pologne (1944-1952)
| #  | Nom                    | Mandat                            |
| -- | ---------------------- | --------------------------------- |
| 43 | Edward Osóbka-Morawski | 22 juillet 1944 - 6 février 1947  |
| 44 | Józef Cyrankiewicz     | 6 février 1947 - 20 novembre 1952 |

## République populaire de Pologne (1952-1989)
| #  | Nom                 | Mandat                              |
| -- | ------------------- | ----------------------------------- |
| 45 | Bolesław Bierut     | 20 novembre 1952 - 18 mars 1954     |
| 46 | Józef Cyrankiewicz  | 18 mars 1954 - 23 décembre 1970     |
| 47 | Piotr Jaroszewicz   | 23 décembre 1970 - 18 février 1980  |
| 48 | Edward Babiuch      | 18 février 1980 - 24 août 1980      |
| 49 | Józef Pińkowski     | 24 août 1980 - 11 février 1981      |
| 50 | Wojciech Jaruzelski | 11 février 1981 - 6 novembre 1985   |
| 51 | Zbigniew Messner    | 6 novembre 1985 - 27 septembre 1988 |
| 52 | Mieczysław Rakowski | 27 septembre 1988 - 2 août 1989     |
| 53 | Czesław Kiszczak    | 2 août 1989 - 24 août 1989          |

## Troisième République (depuis 1989)
| Nom | Nom                                | Nom                            | Gouvernement et dates                | Gouvernement et dates               | Parti  | Président de la République (dates du mandat) | Président de la République (dates du mandat) |
| --- | ---------------------------------- | ------------------------------ | ------------------------------------ | ----------------------------------- | ------ | -------------------------------------------- | -------------------------------------------- |
| 54  |                                    | Tadeusz Mazowiecki (1927-2013) | •                                    | 24 août 1989 — 22 décembre 1990     | SE, UD |                                              | Wojciech Jaruzelski POUP (1989-1990)         |
| 54  | 22 décembre 1990 — 12 janvier 1991 | Tadeusz Mazowiecki (1927-2013) | •                                    |                                     | SE, UD | Lech Wałęsa SE (1990-1995)                   |                                              |
| 55  |                                    | Jan Krzysztof Bielecki (1951)  | •                                    | 12 janvier 1991 — 5 décembre 1991   | UD     | Lech Wałęsa SE (1990-1995)                   |                                              |
| 56  |                                    | Jan Olszewski (1930-2019)      | •                                    | 23 décembre 1991 — 5 juin 1992      | PC     | Lech Wałęsa SE (1990-1995)                   |                                              |
| 57  |                                    | Waldemar Pawlak (1959)         |                                      | 5 juin 1992 — 10 juillet 1992       | PSL    | Lech Wałęsa SE (1990-1995)                   |                                              |
| 58  |                                    | Hanna Suchocka (1946)          | •                                    | 11 juillet 1992 — 25 octobre 1993   | UD     | Lech Wałęsa SE (1990-1995)                   |                                              |
| 59  |                                    | Waldemar Pawlak (1959)         | 1                                    | 26 octobre 1993 — 1er mars 1995     | PSL    | Lech Wałęsa SE (1990-1995)                   |                                              |
| 60  |                                    | Józef Oleksy (1946-2015)       | •                                    | 7 mars 1995 — 23 décembre 1995      | SdRP   | Lech Wałęsa SE (1990-1995)                   |                                              |
| 60  | 23 décembre 1995 — 26 janvier 1996 | Józef Oleksy (1946-2015)       | •                                    |                                     | SdRP   | Aleksander Kwaśniewski SdRP, SLD (1995-2005) |                                              |
| 61  |                                    | Włodzimierz Cimoszewicz (1950) | •                                    | 15 février 1996 — 31 octobre 1997   | SdRP   | Aleksander Kwaśniewski SdRP, SLD (1995-2005) |                                              |
| 62  |                                    | Jerzy Buzek (1940)             | •                                    | 31 octobre 1997 — 19 octobre 2001   | AWS    | Aleksander Kwaśniewski SdRP, SLD (1995-2005) |                                              |
| 63  |                                    | Leszek Miller (1946)           | •                                    | 19 octobre 2001 — 2 mai 2004        | SLD    | Aleksander Kwaśniewski SdRP, SLD (1995-2005) |                                              |
| 64  |                                    | Marek Belka (1952)             | 1                                    | 2 mai 2004 — 11 juin 2004           | SLD    | Aleksander Kwaśniewski SdRP, SLD (1995-2005) |                                              |
| 64  | 2                                  | Marek Belka (1952)             | 11 juin 2004 — 19 octobre 2005       |                                     | SLD    | Aleksander Kwaśniewski SdRP, SLD (1995-2005) |                                              |
| 65  |                                    | Kazimierz Marcinkiewicz (1959) | •                                    | 31 octobre 2005 — 23 décembre 2005  | PiS    | Aleksander Kwaśniewski SdRP, SLD (1995-2005) |                                              |
| 65  | 23 décembre 2005 — 14 juillet 2006 | Kazimierz Marcinkiewicz (1959) | •                                    |                                     | PiS    | Lech Kaczyński † PiS (2005-2010)             |                                              |
| 66  |                                    | Jarosław Kaczyński (1949)      | •                                    | 14 juillet 2006 — 16 novembre 2007  | PiS    | Lech Kaczyński † PiS (2005-2010)             |                                              |
| 67  |                                    | Donald Tusk (1957)             | 1                                    | 16 novembre 2007 — 10 avril 2010    | PO     | Lech Kaczyński † PiS (2005-2010)             |                                              |
| 67  | 6 août 2010 — 18 novembre 2011     | Donald Tusk (1957)             | 1                                    |                                     | PO     | Bronisław Komorowski PO (2010-2015)          |                                              |
| 67  | 2                                  | Donald Tusk (1957)             | 18 novembre 2011 — 22 septembre 2014 |                                     | PO     | Bronisław Komorowski PO (2010-2015)          |                                              |
| 68  |                                    | Ewa Kopacz (1956)              | •                                    | 22 septembre 2014 — 6 août 2015     | PO     | Bronisław Komorowski PO (2010-2015)          |                                              |
| 68  | 6 août 2015 — 16 novembre 2015     | Ewa Kopacz (1956)              | •                                    |                                     | PO     | Andrzej Duda PiS (depuis 2015)               |                                              |
| 69  |                                    | Beata Szydło (1963)            | •                                    | 16 novembre 2015 — 11 décembre 2017 | PiS    | Andrzej Duda PiS (depuis 2015)               |                                              |
| 70  |                                    | Mateusz Morawiecki (1968)      | 1                                    | 13 décembre 2017 — 15 novembre 2019 | PiS    | Andrzej Duda PiS (depuis 2015)               |                                              |
| 70  | 2                                  | Mateusz Morawiecki (1968)      | 15 novembre 2019 — 27 novembre 2023  |                                     | PiS    | Andrzej Duda PiS (depuis 2015)               |                                              |
| 70  | 3                                  | Mateusz Morawiecki (1968)      | 27 novembre 2023 — 13 décembre 2023  |                                     | PiS    | Andrzej Duda PiS (depuis 2015)               |                                              |
| 71  |                                    | Donald Tusk (1957)             | 3                                    | 13 décembre 2023 — en cours         | PO     | Andrzej Duda PiS (depuis 2015)               |                                              |